# Boston (Texas)
Boston es un área no incorporada ubicada en el condado de Bowie en el estado estadounidense de Texas.

## Geografía
Boston se encuentra ubicada en las siguientes coordenadas: 33°26′29″N 94°25′11″O / 33.44139, -94.41972.